# Emily Berrington
Emily Berrington (Oxfordshire, 7 dicembre 1986) è un'attrice inglese, conosciuta per il ruolo di Niska nella serie televisiva Humans.

## Biografia
I genitori di Berrington erano operatori sociali che in seguito hanno iniziato un corso di formazione di business per il settore pubblico. Ha tre fratelli: Amy, professoressa presso gli Stati Uniti; Tom, che lavora per IMG ad Abu Dhabi; e Katie, che scrive per la rivista Vogue. Berrington ha studiato geografia dello sviluppo al Kings College di Londra, scrivendo la sua tesi sul  crollo economico dell'Argentina e il conseguente aumento del cooperativismo.

## Filmografia

### Cinema
- The Look of Love, regia di Michael Winterbottom (2013)
- The Inbetweeners 2, regia di Damon Beesley e Iain Morris (2014)
- The Last Showing, regia di Phil Hawkins (2014)
- The Hippopotamus, regia di John Jencks (2017)

### Televisione
- The White Queen, regia di James Kent, Jamie Payne e Colin Teague – miniserie TV, 3 puntate (2013)
- Outnumbered – serie TV, 3 episodi (2014)
- 24: Live Another Day – miniserie TV, 7 episodi (2014)
- Sons of Liberty - Ribelli per la libertà (Sons of Liberty), regia di Kari Skogland – miniserie TV (2015)
- Humans – serie TV, 23 episodi (2015-2018)
- Il miniaturista (The Miniaturist), regia di Guillem Morales – miniserie TV (2017)
- Defending the Guilty – serie TV, episodio 1x01 (2018)

## Doppiatrici italiane
Nella versione in italiano delle opere in cui ha recitato, Emily Berrington è stata doppiata da:
- Benedetta Degli Innocenti in Sons of Liberty - Ribelli per la libertà
- Deborah Ciccorelli in Humans
- Chiara Gioncardi in The White Queen
- Giulia Tarquini ne Il miniaturista